# 名護バイパス
名護バイパス（なごバイパス）とは沖縄県名護市を通る以下の国道のバイパスのことをさす。なお2つのバイパスは名護市宮里で交差する。
1. 名護市伊差川・宮里間の国道58号バイパスのこと。
2. 名護市安和・宮里間の国道449号バイパスのこと。

## 国道58号名護バイパス
国道58号の名護バイパスは名護市伊差川と宮里交差点と結ぶ5.5kmのバイパスである。

### 歴史・特徴
1979年に着工し、1983年に宮里白銀橋交差点（主要地方道名護本部線（県道84号）交点）・宮里交差点間の1.6kmが2車線での暫定開通。1986年1月には残る伊差川・宮里白銀橋交差点間の3.9kmも2車線暫定開通し、全線開通。さらに1988年に全線4車線となった。
バイパス開通前は名護市街で本部町・海洋博公園方面と国頭村・辺戸岬方面を道間違いする車両があるほど、道路状況・案内がよくなかった。特に1975年に名護市東江・宮里間に主要地方道（県道）本部循環線バイパス（名護海岸道路・1982年に国道449号となり後に国道58号となる）開通後は国頭方面に行くはずが国道58号からうっかりしてそのまま道の広い県道バイパスへ入り、宮里付近で道間違いに気づくこともあったという（当時の国道58号は東江分岐点から入って2車線の狭い道で名護市街地を通るルートだった。または名護漁港入口交差点から入ることもできた）。1983年に先行開通した白銀橋交差点・宮里交差点間では宮里交差点でのバイパス方面の案内標識を「県道116号（現県道84号） 本部」と表記されていた（全線開通後は「辺戸岬」に表記変更したが、しばらく開通前のままの表記もあった）。
1986年の全線開通後は東江4丁目交差点の案内標識を国道449号方面に「辺戸岬・本部」と表記変更、1987年には国道58号の本線ルートが名護市街地経由から名護バイパスに移し、同時に東江4丁目交差点・宮里3丁目交差点間も国道58号となった（しばらくは国道449号も重複する形で残っていたが後に国道58号単独となる）。これにより道間違いが起きることはなくなった。なお市街地を通っていた旧道は県道や名護市道に降格され、伊差川交差点・名護漁港前交差点間が主要地方道本部循環線（県道71号、1993年に現在の名護宜野座線に変更）、城十字路・東江4丁目交差点間は名護市道となった。
1983年に部分開通後すぐに名護バスターミナルや国の出先機関が移転、1987年には全線開通後初の沿線施設となる名護自然動植物公園（ネオパーク）が開園。1994年に沖縄本島北部で初めての大学となる名桜大学が開学した。大学開学後バイパス沿線に学生アパートや大型店舗などが次々と建ち始め、名護市の中心市街地へと大きく成長した。また1996年には宮里3丁目交差点を大幅に改良し、交通量の多い国道58号どうしを優先道路とし直進可能になった（これまでは国道58号の名護市街から直進できるのは国道449号方面で、名護市街から辺戸岬へ向かうには右折（逆方向は左折）しなければいけなかった）。
なお名護市伊差川ではそのまま伊差川バイパス（1994年開通）に接続している。また宮里4丁目交差点で国道449号名護バイパスと交差している。

### 概要
- 区間・名護市伊差川（伊差川バイパスとの境界） - 宮里（宮里3丁目交差点）
- 実延長・5.5km
- 道路規格・第3種1級（白銀橋交差点 - 宮里3丁目交差点）、第3種2級（伊差川 - 白銀橋交差点）
- 設計速度・80km/h（白銀橋交差点 - 宮里3丁目交差点）、60km/h（伊差川 - 白銀橋交差点）、なお制限速度は全線50km/h（部分開通時は全線開通するまで40km/hだった）
- 車線数・4車線（伊差川西交差点 - 宮里3丁目交差点）、3車線（伊差川 - 伊差川西交差点、那覇向け2車線・辺戸岬向け1車線）

### 主な接続道路
- 沖縄県道71号名護宜野座線（伊差川西交差点）
- 名護東道路（伊差川IC）
- 沖縄県道84号名護本部線（白銀橋交差点）
- 国道449号（宮里交差点）
  - 国道449号名護バイパス（宮里4丁目交差点）
- 沖縄県道91号本部循環線（宮里交差点）

## 国道449号名護バイパス
国道449号の名護バイパスは名護市安和と宮里とを結ぶ5.4kmのバイパスである。なお国道449号は沖縄県が管理しているため、事業主体は県である。
1982年に主要地方道本部循環線（県道71号）から国道昇格と同時に事業化、1986年から着工され、1993年には安和～山入端間が部分開通。1999年には山入端～屋部の一部が開通。そして2002年には宇茂佐区間が開通しており、残る屋部の約1.9kmの区間は2007年10月に開通。全線開通となった。
現道沿線にはセメント工場や採石場があり、ダンプカーなどの大型トラックが多く、道路状況はよくない。本部町や海洋博公園への重要なアクセス道路だが、国道にもかかわらずこのような道路状況なため同公園へ向かう車はこの道路ではなく、内陸部を通る格下の主要地方道名護本部線（県道84号）を主に利用している。このため現在安和からそのまま接続している本部南道路と一緒に整備が進められている。
全線開通後、バイパスと並行する現道部分は歩道を整備した後、名護市道へ降格する予定。なお屋部～宮里3丁目交差点の区間では2021年より最大積載量8t超える大型トラックの通行を規制している。また宮里の宮里4丁目交差点で国道58号（名護バイパス）と交差している。

### 概要
- 区間・名護市安和（本部南道路との境界） - 宮里（宮里4丁目交差点）
- 実延長・5.4km
- 道路規格・第4種1級
- 設計速度・60km/h（山入端 - 宮里の区間の制限速度は50km/h[2]）
- 車線数・4車線

### 主な接続道路
- 沖縄県道244号渡久地山入端線（山入端三叉路・現在は国道449号現道と重複）
- 沖縄県道72号名護運天港線（屋部）
- 国道58号（宮里4丁目交差点）